# Cissampelos friesiorum
Cissampelos friesiorum är en tvåhjärtbladig växtart som beskrevs av Friedrich Ludwig Diels. Cissampelos friesiorum ingår i släktet Cissampelos och familjen Menispermaceae. Inga underarter finns listade i Catalogue of Life.